# Antônio Carvalho Guimarães
Antônio Carvalho Guimarães (Passagem Franca, 17 de julho de 1886 - 26 de abril de 1974) foi um escritor, advogado e político brasileiro.
Foi senador pelo Maranhão de 1954 a 1955.

## Obras
- Dom Pedro II e a República (versus);
- Imigração japonesa para o Brasil, Jurema e o Carneiro (versos);
- Os livros dos outros (crítica);
- Idéias e comentários;
- A ronda.